# Marsicovetere
Marsicovetere är en ort och kommun i provinsen Potenza i regionen Basilicata i Italien. Kommunen hade 5 531 invånare (2017).